# 蛙崇拜
蛙崇拜源自“万物有灵”的观念，可追溯至先秦时期水稻种植民族百越人的蛙图腾崇拜，曾流行于中国南方的一些地区，如广东、福建、广西壮族地区、四川凉山、湖南、海南黎族地区。壮族祖先骆越人绘制的广西宁明花山岩画展示了蛙型人。壮族人在每年大年初一至二月初二设立“蚂拐节”。壮族象征权力的铜鼓边铸着的装饰物，出现最多的是青蛙。由于蛙的生殖能力强，对蛙的崇拜也属于一种生殖崇拜。一些南越国艺术品反映了中原文化与蛙崇拜信仰的结合。在閩越文化地區內，至今闽北地区仍有相关节日庆典，福州有青蛙為田都元帥化身的傳說，馬祖亦保留對蛙神鐵甲將軍的信仰。以百越人为主体发展而来的壮侗语族各民族也包括了泰族，至今泰国、老挝仍有纪念蛙神的芒飞节（Bun Bangfai），印度东北部的阿洪姆人也有相关节日，称为“贝库里碧雅”（Bhekuli Beaya）。

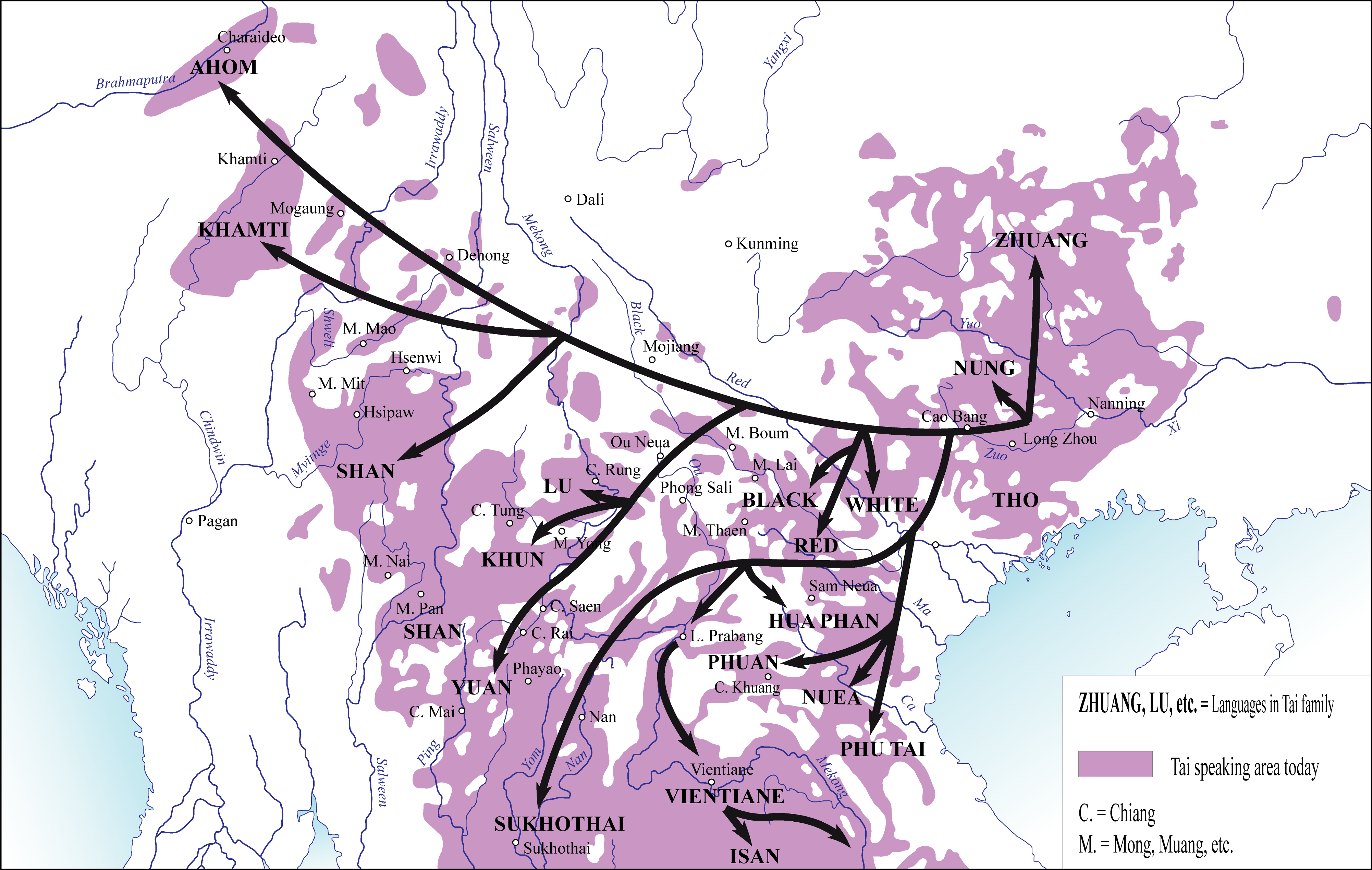
泰人遷移路徑

## 参看
青蛙神